# Bhainsdehi
Bhainsdehi är en ort i Indien.   Den ligger i distriktet Betūl och delstaten Madhya Pradesh, i den centrala delen av landet, 800 km söder om huvudstaden New Delhi. Bhainsdehi ligger 767 meter över havet och antalet invånare är 16 400.
Terrängen runt Bhainsdehi är platt åt sydost, men åt nordväst är den kuperad. Runt Bhainsdehi är det ganska tätbefolkat, med 111 invånare per kvadratkilometer. Det finns inga andra samhällen i närheten. Trakten runt Bhainsdehi består till största delen av jordbruksmark.